# Olenecamptus pedongensis
Olenecamptus pedongensis là một loài bọ cánh cứng trong họ Cerambycidae.